# Valent Sinković
Valent Sinković (Zagreb, 2. kolovoza 1988.) hrvatski je veslač koji je osvojio zlatne medalje na olimpijskim igrama u Rio de Janeiru, Tokiju i Parizu, te na svjetskim prvenstvima u Novom Zelandu, Južnoj Koreji,  Nizozemskoj i Francuskoj. Njegov brat Martin Sinković je također veslač. Godine 2014. je bio dio prve M2x posade s vremenom ispod 6 minuta.
Od 2010. i Svjetskog prvenstva na Novom Zelandu, Valent i Martin Sinković osvojili su nevjerojatnih 13 medalja na OI (4) i svjetskim prvenstvima (9) od čega čak devet zlatnih. Prvi su veslači u povijesti, koji su osvojili europska, svjetska i olimpijska zlata u dvije različite discipline.

## Veslačka karijera
Najbolji rezultat na ergometru 2000m mu je 5:46.1.

## Ostvareni rezultati
- olimpijske medalje: 3 zlata, 1 srebro
- medalje na svjetskim prvenstvima: 6 zlata, 2 srebro, 1 bronca
- medalje na europskim prvenstvima: 7 zlata, 2 srebra
- medalje na svjetskim prvenstvima do 23 godine: 2 zlata, 1 srebro
- medalje na svjetskim prvenstvima za juniore: 1 srebro

### Olimpijske igre
- Olimpijske igre - Pariz 2024. - zlato, dvojac bez kormilara (s Martinom Sinkovićem)
- Olimpijske igre – Tokio 2021.-zlato,dvojac(s Martinom Sinkovićem)[6]
- Olimpijske igre – Rio de Janeiro 2016.- zlato, dvojac na pariće (s Martinom Sinkovićem)
- Olimpijske igre – London 2012. – srebro, četverac na pariće (s Martinom Sinkovićem, Damirom Martinom, Davidom Šainom)[7][8]

### Svjetska prvenstva
- svjetsko prvenstvo u veslanju – Novi Zeland 2010. – zlato, četverac na pariće (s Martinom Sinkovićem, Damirom Martinom, Davidom Šainom)
- svjetsko prvenstvo u veslanju za veslače mlađe od 23 godine – Brest 2010. i Racice 2009. – zlato četverac na pariće (s Martinom Sinkovićem, Damirom Martinom, Davidom Šainom) i Brandenburg 2008. – srebro, dvojac na pariće (s bratom Martinom Sinkovićem) itd.

### Europska prvenstva
- europsko prvenstvo u veslanju – Portugal 2010. – srebro, četverac na pariće (s Martinom Sinkovićem, Damirom Martinom, Davidom Šainom) itd.

### Svjetska prvenstva za juniore
- svjetsko prvenstvo u veslanju – Amsterdam 2006. – srebro

## Vanjske poveznice
- Valent Sinković, Hrvatski akademski veslački klub Mladost